# Diphysciales
Ordre
Les Diphysciales sont un ordre de mousses de la classe des Bryopsida.

## Liste des familles, genres, espèces
Selon ITIS (29 septembre 2016) :
- famille Diphysciaceae
  - genre Theriotia J. Cardot

Selon NCBI (29 septembre 2016) :
- famille Diphysciaceae
  - genre Diphyscium
    - espèce Diphyscium chiapense
    - espèce Diphyscium fasciculatum
    - espèce Diphyscium foliosum
    - espèce Diphyscium fulvifolium
    - espèce Diphyscium longifolium
    - espèce Diphyscium malayense
    - espèce Diphyscium mucronifolium
    - espèce Diphyscium perminutum
    - espèce Diphyscium satoi
    - espèce Diphyscium sessile
    - espèce Diphyscium suzukii
    - espèce Diphyscium yakushimense

  - genre Muscoflorschuetzia
    - espèce Muscoflorschuetzia pilmaiquen

  - genre Theriotia
    - espèce Theriotia kashmirensis
    - espèce Theriotia lorifolia